# Christino Áureo
Christino Áureo da Silva, conhecido como Christino Áureo (Macaé, 26 de abril de 1962), é um médico veterinário, administrador e político brasileiro. Eleito deputado federal pelo Rio de Janeiro, em 2018, foi deputado estadual por três mandatos consecutivos na Assembleia Legislativa do Estado do Rio de Janeiro (ALERJ). Foi também Secretário de Estadual de Agricultura entre 2001 e 2017. De janeiro de 2017 a abril de 2018, foi secretário estadual da Casa Civil e Desenvolvimento Econômico.

## Formação
É formado em Medicina Veterinária e pós-graduado em Administração Rural, pela Universidade Federal de Lavras (MG); Possui MBA em Administração, pela Fundação Getúlio Vargas e possui especialização em Políticas Públicas e Governo pela UFRJ, além ter atuado como pesquisador junto à Universidade Federal Fluminense.[carece de fontes?]

## Carreira profissional
Hoje aposentado, pertence ao quadro de Administradores do Banco do Brasil, onde iniciou como Menor Aprendiz aos 14 anos de idade e, ao longo dos anos, exerceu diversos cargos de gestão em Brasília, Rio de Janeiro e outros estados, tendo atuado como representante do banco nas discussões com o Congresso Nacional sobre a Regulamentação do Sistema Financeiro do país. Experiente na gestão e no Conselho de companhias de capital aberto listadas em bolsas de valores.

## Carreira política
Iniciou a carreira pública como Secretário de Planejamento e Desenvolvimento Econômico de Piraí (RJ), na gestão de Luiz Fernando Pezão. No governo do Estado do Rio de Janeiro exerceu diferentes funções tais como: presidente da EMATER-RIO - Empresa de Assistência Técnica e Extensão Rural do Estado do Rio de Janeiro, Coordenador de Desenvolvimento Econômico da Secretaria Executiva do Gabinete do Governador e Secretário de Estado de Agricultura, Abastecimento, Pesca e Desenvolvimento do Interior, no Governo de Anthony Garotinho e Secretário de Estado de Agricultura, Abastecimento, Pesca e Desenvolvimento do Interior no Governo de Rosinha Garotinho. No Governo de Sérgio Cabral, foi Secretário de Agricultura, Abastecimento, Pecuária e Pesca e ocupou o cargo de Secretário de Agricultura e Pecuária no Governo Luiz Fernando Pezão até janeiro de 2017.
Foi conselheiro da AgeRio – Agência de Fomento do Estado do Rio de Janeiro, órgão responsável pelo financiamento à produção do Estado e assumiu em 2017 a presidência do Conselho Nacional de secretários de Estado de Agricultura (CONSEAGRI).
À frente da Secretaria de Agricultura, Pecuária e Desenvolvimento do Interior implementou programas estruturantes e setoriais, com destaque para o Rio Rural, em parceria com o Banco Mundial e a ONU/FAO.
Em janeiro de 2017, Christino Áureo assume a secretaria estadual da Casa Civil e Desenvolvimento Econômico. Cargo este que foi ocupado por Áureo até abril de 2018. Como secretário da Casa Civil e Desenvolvimento Econômico trabalhou pela implantação do plano de recuperação fiscal do Estado do Rio.
Christino foi eleito deputado estadual em 2006 pelo PMN, com 39161 votos. Reelegeu-se ao cargo na Alerj, em 2010, novamente pelo PMN, com 74.336 votos. Foi reeleito deputado estadual em 2014 pelo PSD, com 50.168 votos. Em 2018, foi eleito deputado federal pelo PP, com 47.101 votos.
Como deputado estadual é autor de leis como a que estabelece prazos para que a agroindústria de cana no estado reduza a prática da queimada e a Lei 5.814/10, que rege a transferência de créditos de ICMS para investimento no setor lácteo.
A frente da secretaria de Agricultura desde de 2001, implantou programas setoriais como:
- Frutificar[18]
- Cultivar Orgânico[19]
- Prosperar[20]
- Florescer[21]
- Multiplicar[22]
- Rio Horti[23]
- Rio Café[24]
- Rio Agroenergia[25]
- Rio Carne[26]
- Rio Leite[27]

O Rio Carne e Rio Leite, especificamente, foram responsáveis pela atração de indústrias do segmento para o Estado do Rio nos últimos 10 anos. Entre elas a Lactalis, Grupo Frisa, BRF, Vigor Alimentos, Nestle, totalizando 51 novos empreendimentos em todo estado. O fomento a Floricultura permitiu que hoje 52 municípios do estado do Rio tenham aderido a atividade, gerando 18 mil empregos diretos. Criou ainda programas estruturantes como o Sanidade Rio, Rio Genética, Rio Rural, Estradas da Produção, Crédito Fundiário e Eletrificação Total. Um estudo da ONU destacou o programa Rio Rural como referência no estímulo a agricultura familiar com a conservação dos recursos naturais.
Em abril de 2015, votou a favor da nomeação de Domingos Brazão para o Tribunal de Contas do Estado do Rio de Janeiro, nomeação que foi muito criticada na época.
Em 17 de novembro de 2017, votou pela revogação da prisão dos deputados Jorge Picciani, Paulo Melo e Edson Albertassi, denunciados na Operação Cadeia Velha, acusados de integrar esquema criminoso que contava com a participação de agentes públicos dos poderes Executivo e do Legislativo, inclusive do Tribunal de Contas, e de grandes empresários da construção civil e do setor de transporte.
Atualmente, na Câmara Federal, é membro de três Comissões Parlamentares: Minas e Energia; Agricultura, Pecuária, Abastecimento e Desenvolvimento Rural; Finanças e Tributação; participa da Frente Parlamentar da Agropecuária e implantou a Subcomissão de Óleo e Gás no Congresso Nacional, a fim de discutir assuntos importantes para o segmento e especialmente para Estados e Municípios produtores de petróleo.

## Denúncia
O político e sua esposa, Claudia Cataldi, foram denunciados por peculato pelo Ministério Público, em 2017, por ter nomeado funcionários para cargos em comissão na secretaria (quando ele era secretário de estado), mas exerciam atividades domésticas para ele ou na organização não governamental (ONG) Responsa Habilidade, presidida na época por Claudia.